# Michaël Youn
Pour les articles homonymes, voir Benayoun.
Ne doit pas être confondu avec Michael Young.
Michaël Youn né Benayoun, né le 2 décembre 1973 à Suresnes, est un acteur, rappeur, humoriste, chanteur, réalisateur, scénariste, producteur, animateur de radio et animateur de télévision français.
Michaël Youn se fait connaître en animant le Morning Live sur M6 de 2000 à 2002. Il se lance ensuite comme acteur au cinéma avec des comédies comme La Beuze (2003), Les Onze Commandements (2004) et Iznogoud (2005), Incontrôlable (2006) Héros (2007) ou encore Coursier (2010) qui obtiennent pour certains un succès commercial, mais qui ont aussi suscité des critiques très mitigées. Il passe ensuite lui-même à la réalisation, livrant les satires Fatal (2010) et Vive la France (2013), dont il tient aussi les rôles principaux. Depuis 2014, il opère un passage à des rôles dramatiques à la télévision.
Parallèlement, il s'est aussi produit en diverses occasions comme chanteur ou rappeur, en interprétant des rôles de chanteurs parodiques comme « Alphonse Brown » et Fatal Bazooka, ou dans le groupe Bratisla Boys.

## Biographie

### Jeunesse et formation
Michaël Youn, nom de scène de Michaël Benayoun, est né d'un père professeur de mathématiques puis psychologue en entreprises originaire du quartier de la Belle de Mai à Marseille et d'une mère responsable du personnel. Ses grands-parents sont hongrois, italien, juif marocain et juif algérien. Sa mère est catholique pratiquante.
Il monte sur scène dès l'âge de 3 ans. À 5 ans, il suit des cours de piano. Après avoir effectué deux ans de classe préparatoire économique et commerciale au lycée Notre-Dame de Sainte-Croix de Neuilly, il intègre l'ESC Nice, dont il sort diplômé en 1996, avec un master en management. Il se fait réformer P4 au service militaire en se faisant passer pour un fou, ce que son père lui reprochera. Ayant déjà affirmé une vocation artistique forte, il décide de parfaire son bagage en suivant des cours de radio au Studio école de France à Boulogne-Billancourt, puis de théâtre au Cours Florent à Paris.

### Débuts radiophoniques et révélation télévisuelle (1998-2002)
De 1998 à 2000, il présente le journal de la matinale de Skyrock avec Les Filles, KTL et Sophie Gaillard, émission au sein de laquelle il prend de plus en plus d'importance. Mais en 2000, à la suite d’une interview houleuse de Bernard Tapie au cours de laquelle ce dernier lui assène une gifle, il se fait renvoyer de Skyrock.
Il anime ensuite durant près de deux années, entre juillet 2000 et mars 2002, le Morning Live sur la chaîne de télévision M6 et Fun TV. C'est dans le cadre de cette émission qu'il crée, avec Vincent Desagnat et Benjamin Morgaine, les Bratisla Boys, groupe musical parodique censément formé de marins reconvertis dans la chanson, et issus d'un pays imaginaire d'Europe de l'Est appelé le Slovakistan. Les Bratisla Boys, créés à l'origine pour un sketch parodiant l'Eurovision, sortent un album début 2002. Leur chanson phare Stach Stach rencontre un succès auprès du public ; les compères annoncent ensuite à la fin de l'année la dissolution des Bratisla Boys, en prétextant la noyade des membres du groupe lors d'une croisière sur la Mer Morte.

### Comédies populaires et échecs critiques (2003-2009)

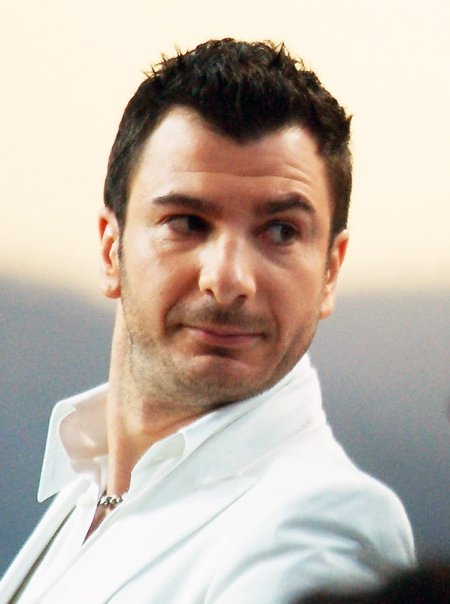
Michaël Youn au festival de Cannes 2007, pour la présentation de Héros.

Début 2003, il se lance dans le tournage de la comédie potache La Beuze, sous la direction de François Desagnat, le frère aîné de Vincent Desagnat, l'un de ses deux acolytes dans le Morning Live, film dont Le Frunkp est la bande originale. Dans la peau d'Alphonse Brown, il lance un nouveau genre musical, le frunkp, « un mélange de rap et de funk ». Le film connait un succès commercial, et lui permet d'enchaîner avec la même équipe (mais aussi accompagné de valeurs sûres de la comédie populaire, telles que Gad Elmaleh, Patrick Timsit, l'humoriste Dieudonné) la comédie Les Onze Commandements. Le long-métrage lui permet de renouer avec le côté sketch-es de ses incursions télévisuelles.
Pour son troisième long-métrage, il s'attelle à un projet doté d'un plus grand budget et encore plus familial. Sortie en 2005, la comédie Iznogoud, réalisée par Patrick Braoudé, lui permet de s'entourer d'acteurs comiques confirmés : Jacques Villeret, mais aussi Olivier Baroux, Kad Merad et Franck Dubosc. Si le box-office est excellent, les critiques sont très mauvaises, et cet essai finit parmi les pires films de tous les temps sur le site Allociné. De même pour sa tentative suivante, la comédie Incontrôlable, sortie en 2006, laminée par la critique.
En 2007, il revient donc avec son premier rôle dramatique : l'expérimental et très noir Héros, écrit et réalisé par Bruno Merle à la diffusion confidentielle, dont il tient le premier rôle, aux côtés de Patrick Chesnais, Élodie Bouchez, Jackie Berroyer et même son propre père.
En 2009, il se contente d'un second rôle de luxe, en prêtant ses traits à Billy the Kid pour une nouvelle adaptation de bande dessinée, la comédie Lucky Luke, avec Jean Dujardin dans le rôle-titre. Parallèlement, il défend un nouvel essai dans la comédie potache en tête d'affiche, le film Coursier, qui passe inaperçu.

### Passage à la réalisation (2010-2013)

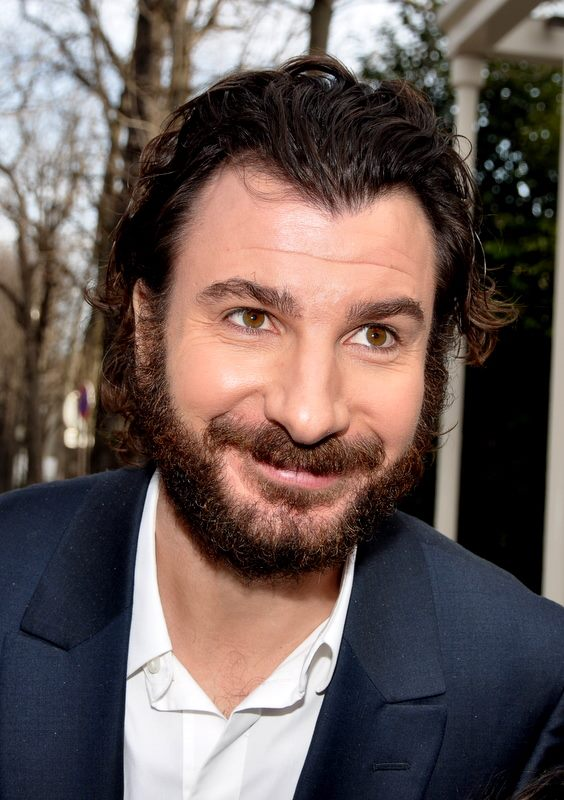
L'acteur en février 2012 à Paris, pour la promotion de Comme un chef.

Il co-écrit, réalise et interprète la parodie Fatal. Ce premier passage derrière la caméra lui permet de retrouver le personnage de Fatal Bazooka, créé en 2002 pour le Morning Live, et qui n'était jusque-là apparu que dans des clips. Le film, sorti en 2010, reçoit des critiques positives et rassemble plus d'un million de spectateurs dans les salles.
À la suite de ce succès, il tente de confirmer dans des films plus classiques : en 2012, il partage l'affiche de la comédie culinaire Comme un chef avec Jean Reno puis re-tente le drame en tête d'affiche avec le confidentiel La Traversée, écrit et réalisé par Jérôme Cornuau et entouré de deux actrices du cinéma d'auteur français, Émilie Dequenne et Fanny Valette. Les deux projets passent cependant inaperçus.
En 2013, il revient avec son second film en tant que réalisateur, la comédie Vive la France, qui raconte l'histoire de deux bergers, apprentis terroristes maladroits, qui veulent faire sauter la Tour Eiffel à Paris pour faire connaître leur petit pays, le Taboulistan. L'histoire est inspirée du personnage Borat. Le film rassemble autant de spectateurs que sa première réalisation, mais le cinéaste reconnait avoir espéré le double. Durant la promotion, il reconnait aussi ne pas être fier de beaucoup de ses films précédents, à part Fatal, Les Onze Commandements et Héros.

### Virage dramatique à la télévision (depuis 2014)
Dans la foulée de cet aveu, il s'investit dans des projets dramatiques et c'est à la télévision qu'il va opérer ce virage en tant qu'acteur, tandis qu'il continue à faire de l'humour sur grand écran.
Ainsi, en 2014, il tient le rôle principal du drame L'Esprit de famille, de Frédéric Berthe, consacré au don du rein. En 2016, il surprend en donnant la réplique à Olivier Marchal pour le thriller psychologique Mon frère bien-aimé, de Denis Malleval.
Il ne renonce pas pour autant à l'humour : en 2013, il annonce « réfléchir sérieusement » à tourner une suite de Fatal. Puis en juin 2015, il annonce sur Europe 1 son probable retour à la télévision avec un late show appelé le Tard Tard Show. Il participe pour la première fois aux Enfoirés.
En 2016, c'est finalement dans une autre émission qu'il revient à la télévision : il participe Au rendez-vous des Enfoirés et participe à une exploration dans la nature aux côtés de Mike Horn dans À l'état sauvage sur M6. L'émission a attiré 3 391 000 téléspectateurs. La même année, il revient au registre comique au cinéma en intégrant la distribution de la comédie fantastique Le Fantôme de Canterville, de Yann Samuell. Il y évolue aux côtés de Audrey Fleurot et Michèle Laroque.
En 2017 il tient l'un des rôles principaux du polar Carbone, mis en scène par son partenaire de télévision, Olivier Marchal.
En janvier 2018, il tient un petit rôle dans la comédie Brillantissime, réalisée par l'actrice Michèle Laroque. Puis en février, il revient au drame en intégrant le casting de la nouvelle série de TF1, Les Bracelets rouges, réalisée par Nicolas Cuche.
Durant l'été, il tente un retour à l'humour potache en tenant le rôle-titre de la comédie Christ(off), de Pierre Dudan. Il y a pour partenaires Victoria Bedos et Lucien Jean-Baptiste. Le film est un flop critique et commercial.
En octobre, il fait sa rentrée au casting de la troisième année consécutive du spectacle Mission Enfoirés. En tant qu'acteur, il est la tête d'affiche du téléfilm Deux gouttes d'eau, un thriller de France 2 lui permettant de retrouver Nicolas Cuche à la mise en scène, et d'avoir Sylvie Testud comme partenaire.
Le mois suivant, il joue dans un téléfilm de TF1 se confrontant aux horreurs du harcèlement scolaire Le Jour où j'ai brûlé mon cœur, réalisé par Christophe Lamotte.
En 2019, il est au casting de la comédie Rendez-vous chez les Malawas, qu'il a co-écrit avec le réalisateur du film, James Huth. Puis il dévoile sa troisième réalisation, Divorce Club, dont il partage l'affiche avec Arnaud Ducret,.
En fin 2024, Michaël Youn incarne le journaliste Jean-Michel Bezzina dans la série Une affaire française, relatant l'Affaire Grégory. En 2025, il joue le rôle d'un père de famille policier des années 90 dans la série Flashback, dans laquelle il donne la réplique à Constance Gay,. 

### Vie privée
Il est en couple avec l'actrice et animatrice française Juliette Arnaud entre 1998 et 2004,. De 2004 à 2006 il est en couple avec l'actrice espagnole Elsa Pataky, rencontrée sur le tournage d'Iznogoud.
En 2008, il emménage avec la mannequin et actrice Isabelle Funaro, ex-compagne du chanteur Pascal Obispo. Le 7 juin 2011, celle-ci donne naissance à leur premier enfant : une fille.
En 2024, il déménage dans le sud de la France : « Il y a des champs, des tracteurs, j’ai de vraies toilettes mais j’ai mon potager, avec mes propres tomates, je fais mes radis ».

## Musique

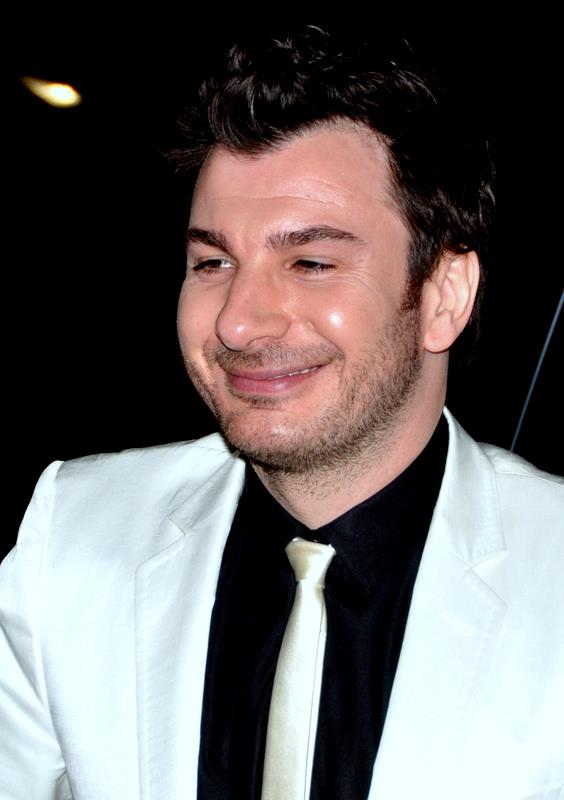
Michaël Youn à la cérémonie des NRJ Music Awards 2013.

En 2004, il crée une parodie de groupe de rock avec Les Connards reprise de My Sharona de The Knack, de l'album Get The Knack, auteurs de la chanson titre du film Les Onze Commandements, puis monte fin 2006 un groupe parodique de hip-hop, Fatal Bazooka avec Vincent Desagnat et Benjamin Morgaine. Le premier single Fous ta cagoule, inspiré d'un sketch du Morning Live, est alors numéro 1 des ventes de singles en France et vend 500 000 singles. Même position pour le second titre Mauvaise foi nocturne - feat Vitoo, parodie en règle du tube de Diam's Confession nocturne - feat Vitaa, avec la participation de Pascal Obispo. Un troisième single J'aime trop ton boule est une parodie des chansons rap dont le clip s'inspire de Satisfaction de Benny Benassi, de Call on me d'Eric Prydz ou encore des nombreux clips de Sean Paul. À l'été 2007 sort son quatrième single Trankillement une parodie de tube de l'été version rap de vacances, Parle à ma main avec la participation de Yelle et enfin Ce matin va être une pure soirée avec Big Ali, PZK et Dogg soso.
Le 26 janvier 2008, il remporte le NRJ Awards du meilleur clip de l'année pour Parle à ma main, en duo avec Yelle. Il fait aussi une apparition avec Isabelle Funaro dans le clip Chuis Bo des PZK qui est disponible depuis 23 mai 2011.
En 2014, il relance Fatal Bazooka avec un nouveau tube Ce soir, sans mon sexe, le clip dépassera la barre du million de vues en 48 h. Un nouvel album est prévu pour le printemps 2015.
Le retour de Fatal Bazooka est marqué par sa musique en 2020 s'intitulant J'arrive plus à danser découvert en même temps que sa nouvelle émission le Morning Night puis poursuivie par la musique Le Bwerk.

## Scène
Durant l'année 2005, il se produit sur scène avec son spectacle, Pluskapoil. Il a d'abord été joué en province fin 2003, puis à partir de janvier 2004, au théâtre de la Cigale à Paris. Michaël Youn est reparti en tournée en province et dans les pays francophones d'Europe au cours de l'année 2004. Une deuxième version du spectacle a été inaugurée en février 2005 au Bataclan à Paris, avant une nouvelle tournée. Une nouvelle version de son spectacle était prévue pour 2008. Le spectacle a été filmé les 18 et 19 avril 2005 au Bataclan pour sortir en DVD le 2 novembre 2005.

## Autres
En 2010, il ouvre son propre piano-bar à Lille. L'établissement ferme en 2019[réf. souhaitée].
Lors de l'émission N'oubliez pas les paroles ! présentée par Nagui, déçu de ne rapporter que 35 000 euros à l'association FAIRE FACE, il déclare publiquement donner de sa poche 65 000 euros afin que cette association puisse obtenir les 100 000 euros.
Le 29 novembre 2010, lors de la 4e émission de Ce soir avec Arthur, il remplace Arthur à la présentation, ce dernier étant invité chez Craig Ferguson, qui l'a accusé de plagiat quelques jours plus tôt.
En 2015, on remarque[style à revoir] notamment sa participation dans le clip de Cyprien On s'fait un Fifa[pertinence contestée].

### Image publique et controverses
Michaël Youn est connu pour ses apparitions particulièrement remarquées à la télévision, notamment chez Marc-Olivier Fogiel, Laurent Ruquier ou Stéphane Bern : il n'hésite pas à se mettre nu en public en monopolisant l'image et la parole, en démontant les décors et en mettant les présentateurs en fâcheuse posture.
En février 2005, sur le plateau de On ne peut pas plaire à tout le monde animé par Marc-Olivier Fogiel, il est opposé à un militant de l'UMP. Alors que Michaël Youn le surnomme « Iznogoud », l'homme politique lui répond tout sourire avec un bras d'honneur faisant rire le public. Vexé, Michaël Youn quitte le plateau. Alors qu'il est invité de Stéphane Bern dans son émission 20h10 pétante, c'est Stéphane Guillon qui dresse de lui un portrait peu flatteur, qui conduit Michaël Youn à s'énerver et à quitter à nouveau le plateau.

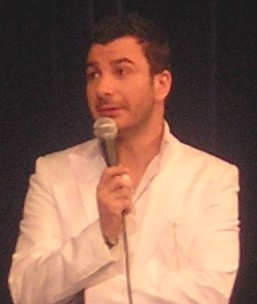
Michaël Youn lors de la 46e Semaine de la critique à Cannes en 2007.

En 2006, le film Incontrôlable, dont le premier rôle est tenu par Michaël Youn, reçoit des critiques négatives dans la presse. Le comédien publie alors sur son blog une lettre d'insultes destinées aux journalistes, dans laquelle il se plaint de l'accueil fait au film. Il y qualifie les journalistes de « scribouillards aigris, avec des vies de merde, passées à juger le travail des autres, dans des rédactions éclairées par des plafonniers qui font mal aux yeux », avant de valoriser, en comparaison, son propre travail (« ce que je fais, vous n'aurez jamais ni le talent, ni la créativité, ni la capacité, ni même la possibilité d'en faire votre métier »).
En 2006 toujours, il est récompensé du Gérard du plus mauvais acteur pour sa prestation dans Iznogoud.
Début 2011, l'appartement parisien de Michaël Youn est cambriolé durant la nuit du réveillon alors qu'il était en vacances aux sports d'hiver. Les voleurs auraient notamment dérobé des objets à forte valeur affective pour lui et seraient repartis avec son Hummer,.
Dans les jours qui suivent, Michaël Youn lance un appel sur Twitter à l'attention des voleurs afin qu'ils lui rendent les biens qui ont une « grande valeur sentimentale » pour lui (disque d'or, photos, etc.),,. Le 5 janvier toujours sur Twitter il annonce que sa voiture a été retrouvée avec ses objets personnels dans le coffre et un message des voleurs,,.
En 2016, lors de la finale de Coupe de France entre Paris Saint-Germain et l'Olympique de Marseille, l'acteur, qui a craqué un fumigène dans le stade, est placé en garde à vue[pertinence contestée]. Il est interdit de stade pendant trois mois jusqu'à son procès en septembre 2016[pertinence contestée].
Le 1er octobre il se fait remarquer sur les réseaux sociaux notamment sur Twitter, le comédien a tweeté sur son compte « Ma fille m'a demandé: « C'est quoi les impôts papa ? » J'ai mangé la moitié de son pain au lait... elle a compris ! ». Ce message a provoqué beaucoup de critiques de la part de plusieurs personnes politiques[pertinence contestée].
Michaël Youn déclare en 2017 vouloir participer à l'émission Danse avec les stars, mais à condition de composer lui-même un casting valorisant.
En 2025, Michaël Youn apparait, comme d'autres vidéastes ou influenceurs, dans des publicités pour le jeu Last War Survival, publicités considérées comme trompeuses car le gameplay montré ne représente qu'une partie très minoritaire du jeu qui est un city-builder. Ces apparitions font polémique auprès des joueurs.

#### Plagiat
Plusieurs cas suspects de plagiat le concernant ont été remarqués. L'humoriste aurait emprunté des blagues à Coluche pour son spectacle Pluskapoil. Il existe des vidéos sur Youtube qui montrent aussi des similarités entre des scènes de son film Fatal, sorti en 2010, et les longs-métrages américains Hot Rod et Anchorman, respectivement dans les salles trois et six ans plus tôt. Le film reprend aussi de manière transparente des éléments de Zoolander. Michaël Youn a également fait des emprunts à Groland et Rémi Gaillard. CopyComic accuse également l'acteur d'avoir plagié des caméras cachées de Rémi Gaillard pour alimenter son « Morning Live ». La séquence d'ouverture de la vidéo montre également une reprise des ficelles d'un sketch diffusé dans l'émission Groland sur Canal +.

## Prises de position
Michaël Youn s'est prononcé à plusieurs reprises contre le Front national.
Il figure également parmi les personnalités publiques françaises qui se sont inquiétées de la victoire de Donald Trump à l'élection présidentielle de 2016, en comparant le magnat de l'immobilier à un dignitaire nazi[pertinence contestée].
Il s'est indigné de la montée de l'antisémitisme dans la société occidentale à l'instar du producteur Steven Spielberg lui même d'origine juive ainsi que Arnold Schwarzenegger de son retour d'Auschwitz disant qu'on ne bâtit rien sur de la haine mais plutôt sur l'amour avec son prochain,,.
Le 19 août 2023, il prétend afficher le numéro du ministre de l'Intérieur Gérald Darmanin lors d'un spectacle. Il déclare : « c'est ma petite contribution à la politique française ». Cependant, Il s'avère que ce numéro n'est pas celui du ministre[pertinence contestée].
Le 24 août 2024, lors d'un spectacle à Biquet-Plage à Leucate, il affiche sur scène le numéro de téléphone du député du Rassemblement national de la deuxième circonscription de l'Aude Frédéric Falcon. Ce dernier réagit en affirmant qu'il ne s'agissait pas de son numéro mais de celui de l'un de ses collaborateurs, tout en annonçant son intention de porter plainte, accusant l'humoriste d'avoir incité ses spectateurs à le harceler.
En 2024, à la suite du tournage du film sur l'écologie C'est le monde à l'envers !, il déclare à Anne-Élisabeth Lemoine : « il faudrait consommer un peu moins, on n’a pas besoin d’avoir tout ça. On court tous très vite, mais vers quoi ? ».

## Filmographie

### Comme acteur

#### Cinéma
- 2000 : La Malédiction de la mamie, (court-métrage) de François Desagnat et Thomas Sorriaux : Michaël
- 2001 : Philosophale de Farid Fedjer : Angel
- 2003 : La Beuze de François Desagnat et Thomas Sorriaux : Alphonse Brown
- 2003 : Chouchou de Merzak Allouache : le travesti brésilien
- 2003 : Les Clefs de bagnole de Laurent Baffie : un comédien qui refuse de tourner avec Baffie
- 2004 : Le Carton de Charles Nemes : le réparateur de l'ascenseur
- 2004 : Le Tour du monde en quatre-vingts jours (Around the World in 80 Days) de Frank Coraci : le directeur de la galerie d'art
- 2004 : Les Onze Commandements de François Desagnat et Thomas Sorriaux : Mike
- 2005 : L'un reste, l'autre part de Claude Berri : lui-même
- 2005 : Iznogoud de Patrick Braoudé : Iznogoud
- 2006 : Incontrôlable de Raffy Shart : Georges
- 2007 : Héros de Bruno Merle : Pierre
- 2007 : Tu peux garder un secret ? d'Alexandre Arcady : le livreur de pizza
- 2009 : Lucky Luke de James Huth : Billy the Kid
- 2010 : Coursier de Hervé Renoh : Samuel Skjqurilngskwicz, dit Sam
- 2010 : Fatal de lui-même : Robert Lafondue / Fatal Bazooka
- 2011 : De l'huile sur le feu de Nicolas Benamou : l'agent de police
- 2012 : Comme un chef de Daniel Cohen : Jacky Bonnot
- 2012 : La Traversée de Jérôme Cornuau : Martin
- 2013 : Vive la France de lui-même : Feruz
- 2016 : Le Fantôme de Canterville de Yann Samuell : Gwilherm
- 2017 : Carbone d'Olivier Marchal : Laurent Melki
- 2018 : Christ(off) de Pierre Dudan : Frère Christophe
- 2018 : Brillantissime de Michèle Laroque : Ben
- 2019 : Chamboultout d'Éric Lavaine : Fabrice
- 2019 : Rendez-vous chez les Malawas de James Huth : Kévin Queffelec
- 2020 : Lucky d'Olivier Van Hoofstadt : Tony
- 2020 : Divorce Club de lui-même : Titi
- 2020 : Connectés de Romuald Boulanger : François
- 2023 : BDE de lui-même : Bob
- 2024 : C’est le monde à l’envers ! de Nicolas Vanier : Stanislas[25]
- 2025 : Le Jardinier de David Charhon : Serge Shuster
- 2025 : Certains l'aiment chauve de Camille Delamarre : Joseph
- 2026 : Bazooka de lui-même : Robert Lafondue / Fatal Bazooka

#### Télévision
- 2001/2002 : Caméra Café : Romain Pascal/Guillaume/Marc Bocage
- 2007 : Off Prime : Lui-même
- 2011 : Zak : Lui-même
- 2014 : L'Esprit de famille (téléfilm) de Frédéric Berthe : Max Perez
- 2014 : Taxi Brooklyn (série TV américaine avec Chyler Leigh) : Le client refusé
- 2016 : Mon frère bien-aimé de Denis Malleval : Mathias Leroy
- 2017 : Scènes de ménages : Ça va être leur fête ! : Sylvain
- 2018 : Les Bracelets rouges de Nicolas Cuche : Gilbert
- 2018 : Deux gouttes d'eau de Nicolas Cuche : Sam
- 2018 : Le Jour où j'ai brûlé mon cœur de Christophe Lamotte : Patrick Demarescau
- 2021 : Une affaire française de Christophe Lamotte : Jean-Michel Bezzina
- 2021 : Fugueuse de Jérôme Cornuau : Stéphane
- 2021 : M'abandonne pas de Didier Bivel : Romain[52]
- 2022 : Ils s'aiment...enfin presque !, téléfilm de Hervé Brami : Jacques-André
- 2022 : Maman, ne me laisse pas m'endormir de Sylvie Testud : Paul
- 2023 : Superpapa de Sophie Boudre : Christophe Perrot
- 2025 : Flashback de Vincent Jamain et Stephen Cafiero : Josselin Letellier

#### Publicités
- 2025 : Last War: Survival Game

#### Doublage
- 2008 : Madagascar 2 : King Julian[n 1]
- 2012 : Madagascar 3 : Bons Baisers d'Europe : King Julian[n 1]
- 2014 : Les Pingouins de Madagascar : King Julian

### Comme réalisateur
- 2010 : Fatal
- 2013 : Vive la France
- 2020 : Divorce Club
- 2023 : BDE
- 2026 : Bazooka

### Comme scénariste
- 2004 : Les Onze Commandements de François Desagnat et Thomas Sorriaux
- 2007 : Héros de Bruno Merle
- 2010 : Fatal de lui-même
- 2013 : Vive la France de lui-même
- 2019 : Rendez-vous chez les Malawas de James Huth
- 2023 : BDE de lui-même
- 2026 : Bazooka

### Comme producteur
- 2019 : Rendez-vous chez les Malawas de James Huth
- 2023 : BDE de lui-même

### Comme chanteur
- 2003 : La Beuze de François Desagnat et Thomas Sorriaux - chansons Le Frunkp, Dina
- 2003 : Chouchou de Merzak Allouache - chanson Fuzéou
- 2004 : Les Onze Commandements de François Desagnat et Thomas Sorriaux - chanson Comme des connards
- 2005 : Iznogoud de Patrick Braoudé - chansons Quand je serai calife, Sérénade, Oh, Pretty Woman, Iznogood c'est good et Iznogoud
- 2010 : Fatal de lui-même - chansons Tuvaferkwa, Je veux du Uc, Canapi, Nik sa mère, Fous ta Cagoule, Tout au fond de toi, Ce matin va être une pure soirée

## Émissions télévisées

### Animateur
- 2000-2002 : Le Morning Live sur M6
- 2020-2021 et 2023-2024 : Le Morning Night sur M6

### Participant
- Depuis 2014 sauf en 2019, 2022 et 2023 : Les Enfoirés sur TF1
- 2016 : À l'état sauvage sur M6
- 2018 : Du "Morning live" à "Fatal", le meilleur de Michael Youn (documentaire)[53] sur W9
- 2020 : Le Grand Concours sur TF1
- 2020 : District Z sur TF1
- 2020 : The Voice Kids sur TF1 (équipe de Patrick Fiori) : co-coach
- 2023 : Visual suspect sur TF1 (équipe de Kev Adams)
- 2023 : Participation à Celebrity Hunted sur Amazon Prime au côté de Vincent Desagnat (seul duo gagnant de la saison 3)

## Discographie
- Bratisla Boys - Stach Stach (2002)
- Bratisla Boys - Anthologigi (2002)
- Bratisla Boys - La truite est morte (2002)
- Alphonse Brown - Le Frunkp (2003)
- Les Conards - Comme des Connards (2004)
- Les Conards - Ça pour toi (2004)
- Iznogoud feat Lord Kossity - Iznogoud (2005)
- Fatal Bazooka - Fous ta cagoule (2006)
- Fatal Bazooka feat Vitoo - Mauvaise foi nocturne (2007)
- Fatal Bazooka - J'aime trop ton boule (2007)
- Fatal Bazooka - T'as vu ? (2007)
- Fatal Bazooka - Trankillement (2007)
- Fatal Bazooka feat Yelle - Parle à ma main (2007)
- Fatal Bazooka - C'est une pute (2008)
- Fatal Bazooka - Autoclash (2008)
- Fatal Bazooka feat Big Ali, PZK, Dogg SoSo et DJ Chris Prolls - Ce matin va être une pure soirée (2010)
- Il en faut peu pour être heureux dans l'album We love Disney (2013)
- Fatal Bazooka - Ce soir sans mon sexe (2014)
- Fatal Bazooka - K-Gol (2015)
- Fatal Bazooka - Ah non non non (je n'arrive pas à danser)- (2020)

## Spectacles
- Pluskapoil (2003-2005)
- Juste pour rire avec Florence Foresti & Friends au Palais des Sports : Christelle Bazooka (2008)
- Marrakech du rire (sketch avec Jamel Debbouze) (2013-2015)

## Morning Live: personnages récurrents (liste non exhaustive)
- Si vous ne connaissez pas le sujet, laissez ce bandeau (vous pouvez alors contacter les auteurs).
- Si vous supprimez le contenu mis en cause (vous pouvez préalablement contacter les auteurs),

argumentez précisément cette suppression dans la page de discussion
(un manque de référence n'est pas un argument ; une recherche réelle de référence doit avoir été effectuée, être formellement documentée).
- Robert Larousse, l'érudit communiste
- Nadine de Rotschilipepper et Monique, conseillères en bon goût
- DJ Michel Michel, l'ambiance au Macumba Night
- Mikou, le clown rigolou
- Guy Bearnaise, merci de ne pas applaudir
- Jean Didou et Papayou la marionnette de pacotille
- Les Bratisla Boys, pulls rayés et chansons du Slovakistan
- Cucupidon, quand les flèches transpercent nos cœurs
- Christelle Cocheteux, ménagère délurée
- Marie-Ange Laurel, comme Marie-Ange Nardi, mais en plus svelte
- Le médiateur, tout droit venu de l'ORTF
- Le père Fouranorak, comme le père Fouras, mais avec un anorak
- Super Citrouille, et son cri mégaphonique
- Laurence Tagueule, la virilité au féminin
- La brasileira, originaire du bois de Boulogne
- Le cuisto et son accent « provençao »
- Benjamin Castaladydi, le loft avec la classe royale
- Jean Lionel Godard, le cinéma se regarde avec les yeux du cœur
- Barbie Turik, maniaco-hystero-parano-dépressive
- Philandre et Arsinoé, animateurs djeun's sur une chaîne de zik
- Matthias Miolleux, journaliste à Envoyé Normal
- Kevin, le lycéen
- Super Dodo, et son Pyjama Betty Boop
- L'artista Italiano, et son art pictoural
- Victor, l'unique espoir français des Jeux olympiques car : « Quand Victor il va vite vite vite, Victor, il a mal mal mal. »
- Lionel et Jean Ouiii ses 2 mégaphones
- Sylvain Tarba: « Sylvain Tarba ...un vrai tarba on ne l'aime pas...Sylvain Tarba... même sa maman elle en veut pas!!! »
- Professeur Duchemin : « Tais-toi quand tu parles !!»»
- Claudt, Betsoin et Marcelin dans « Youpi c'est marcredi » d’où est né le tube La truite est morte

## Participation à une publicité jugée trompeuse
En avril 2025, Michaël Youn participe aux publicités pour le jeu en ligne Last War. La publicité est considérée comme mensongère car le jeu téléchargé renverrait vers un gameplay quasi-inexistant dans le jeu téléchargé,. La participation à la publicité trompeuse est dénoncée entre autres par le vidéaste Theo Malini et plusieurs internautes,.